# Телешовка (Пензенська область)
Теле́шовка (рос. Телешовка) — село складі Наровчатського району Пензенської області, Росія.
Населення — 162 особи (2010; 218 у 2002).
Національний склад станом на 2002 рік:
- росіяни — 95 %